# Renault Egeus Concept
Le Renault Egeus est un concept-car Renault présenté en 2005 au Salon de Francfort. Il esté décrit comme un SUV 4 roues motrices haut de gamme. Le moteur est un 3.0 L V6 de 250 ch (190 kW).